# 1984年の日本競馬
1984年の日本競馬（1984ねんのにほんけいば）では、1984年（昭和59年）の日本競馬界についてまとめる。馬齢は旧表記で統一する。
1983年の日本競馬 - 1984年の日本競馬 - 1985年の日本競馬

## 概要

### シンボリルドルフが無敗の牡馬クラシック三冠馬に
中央競馬ではシンボリルドルフが、史上4頭目、戦後3頭目の牡馬クラシック三冠馬となった。無敗での三冠達成は史上初。同馬は三冠達成直後に出走したジャパンカップでは3着に敗れたが、有馬記念ではカツラギエース等を破って優勝。史上初の4歳三冠馬における有馬記念制覇となった。

### 三冠馬対決
1984年の毎日王冠において中央のクラシック三冠馬のミスターシービーと地方・南関東クラシック三冠馬のサンオーイが出走し、史上初の中央と地方の三冠馬による同時出走となった。結果はミスターシービーは2着、サンオーイは3着だった。
ジャパンカップにおいては、ミスターシービーと前述のシンボリルドルフが出走。史上初の中央競馬の三冠馬による同時出走となった。ミスターシービーは10着、シンボリルドルフは3着となっている。

### 中央競馬でグレード制が導入
中央競馬ではこの年からグレード制が導入され、従来の八大競走を含む15の重賞競走がGIに格付けされた。この際、短距離レースの競走体系における地位向上が図られた。具体的には春の短距離三冠(スプリンターズステークス、京王杯スプリングカップ、安田記念)が創設され、それまで伝統のマイル重賞でハンデキャップ戦であった安田記念を定量戦にしGIに格付け、秋に新設のマイルチャンピオンシップもGIに格付けされた。また東京競馬場開催の天皇賞（秋）の距離が3200mから2000mに短縮された。

### ターフビジョンの導入
JRA初となる大型映像装置「ターフビジョン」が東京競馬場の内馬場に設置され9月8日から運用を開始。それまで双眼鏡を片手にという競馬観戦のスタイルを一変させる出来事であった。

### 顕彰馬制度の創設
中央競馬の発展に多大な貢献のあった競走馬の功績を讃え、顕彰する目的で顕彰馬制度を導入。12月4日に第1回顕彰馬選考委員会を開催し、10頭を選出した。

### 単枠指定馬3頭
12月に施行された有馬記念ではカツラギエース、シンボリルドルフ、ミスターシービーの3頭が単枠指定された。GI級レースにおける3頭の単枠指定は1978年の天皇賞（春）でグリーングラス、プレストウコウ、カシュウチカラの3頭が単枠指定されて以来6年ぶり2回目。

## できごと

### 1月 - 3月
- 1月21日、降雪のため、中央競馬の第1回中山競馬7日の第6競走以降を中止[1]。
- 2月16日、日本中央競馬会の組織規程が改正され、国際室と業務部統計課が新設される[1]。
- 2月18日、東京競馬で、競走中の進路妨害を巡って岡部幸雄が杉浦宏昭を殴打する事件が発生。岡部は実効2日間の騎乗停止。
- 3月4日、東京オリンピック以来20年ぶりに、馬事公苑で国際馬術大会が開催される[2]。
- 3月7日、笠松競馬場で地方競馬としては初の電話投票が開始される[2]。

### 4月 - 6月
- 4月7日、高知競馬場において、従業員労組との賃金交渉が難航し、第1回開催が中止される[2]。
- 4月12日、中央競馬の騎手星野忍が、イギリスのチェルトナム競馬場で行われた第1回「世界障害騎手チャンピオンシップ」の第1レースで優勝。総合成績でも4位に入る健闘[2]。
- 4月21日、東京競馬場で新型の自動券売機・払戻機の運用が開始される[2]。
- 5月13日、安田記念でハッピープログレスが優勝。これにより春の短距離三冠（スプリンターズステークス、京王杯スプリングカップ、安田記念）を達成。
- 5月28日、中央競馬の騎手本田優、調教助手の国枝栄が、ドバイ奨学制度の第1回研修生としてイギリスへ派遣[2]。
- 6月9日、中央競馬の釧路場外発売所が運用開始。8月よりは道営競馬・ばんえい競馬の場外発売も開始した[2]。

### 7月 - 9月
- 8月10日、礼宮様が、阪神競馬場の乗馬センターでインターハイをご観覧[2]。
- 9月3日、東京競馬場の大型ディスプレイ装置が完成。9月8日より運用開始される[2]。
- 9月7日、顕彰馬制度が発足する[2]。

### 10月 - 12月
- 10月5日、東京競馬場でターフビジョンの本格運営が始まる。
- 10月14日、中央競馬の騎手増沢末夫が、中央競馬史上最多となる通算1340勝を達成。
- 10月31日、大井競馬所属の女性騎手である土屋薫が左膝のケガの影響で引退。
- 11月11日、シンボリルドルフが史上4頭目の三冠達成[3]。
- 11月25日、カツラギエースが日本馬として初のジャパンカップを制覇[3]。

### その他
- 種牡馬コーネルランサーが韓国へ輸出。
- 種牡馬ハビトニーがアメリカ合衆国へ再輸出。

## 競走成績

### 中央競馬・平地GI
- 第44回桜花賞（阪神競馬場・4月8日）優勝 : ダイアナソロン（騎手 : 田原成貴）
- 第44回皐月賞（中山競馬場・4月15日）優勝 : シンボリルドルフ（騎手 : 岡部幸雄）
- 第89回天皇賞（春）（京都競馬場・4月29日） 優勝 : モンテファスト（騎手 : 吉永正人）
- 第34回安田記念（東京競馬場・5月13日) 優勝 : ハッピープログレス（騎手 : 田原成貴）
- 第45回優駿牝馬（オークス）（東京競馬場・5月20日) 優勝 : トウカイローマン（騎手 : 岡冨俊一）
- 第51回東京優駿（日本ダービー）（東京競馬場・5月27日) 優勝 : シンボリルドルフ（騎手 : 岡部幸雄）
- 第25回宝塚記念（阪神競馬場・6月3日）優勝 : カツラギエース（騎手 : 西浦勝一）
- 第90回天皇賞（秋）（東京競馬場・10月28日） 優勝 : ミスターシービー（騎手 : 吉永正人）
- 第9回エリザベス女王杯（京都競馬場・11月4日） 優勝 : キョウワサンダー（騎手 : 樋口弘）
- 第45回菊花賞（京都競馬場・11月11日） 優勝 : シンボリルドルフ（騎手 : 岡部幸雄）
- 第1回マイルチャンピオンシップ（京都競馬場・11月18日） 優勝 : ニホンピロウイナー（騎手 : 河内洋）
- 第4回ジャパンカップ（東京競馬場・11月25日）優勝 : カツラギエース（騎手 : 西浦勝一）
- 第36回朝日杯3歳ステークス（中山競馬場・12月16日）優勝 : スクラムダイナ（騎手 : 柴田政人）
- 第36回阪神3歳ステークス（阪神競馬場・12月16日）優勝 : ダイゴトツゲキ（騎手 : 稲葉的海）
- 第29回有馬記念（中山競馬場・12月23日）優勝 : シンボリルドルフ（騎手 : 岡部幸雄）

### 中央競馬・障害
- 第92回中山大障害（春）（中山競馬場・4月8日）優勝 : メジロジュピター（騎手 : 池添兼雄）
- 第93回中山大障害（秋）（中山競馬場・12月22日）優勝： メジロアンタレス（騎手：牧之瀬幸夫）

### 地方競馬主要競走
- 第7回川崎記念（川崎競馬場・2月15日）優勝 : ダーリンググラス（騎手 : 牛房栄吉）
- 第7回帝王賞（大井競馬場・4月11日）優勝 : スズユウ（騎手 : 石川綱夫）
- 第30回東京ダービー（大井競馬場・6月6日）優勝 : キングハイセイコー（騎手 : 高橋三郎）
- 第32回全日本アラブ大賞典（大井競馬場・12月10日）優勝 : キンカイチフジ（騎手 : 坂本敏美）
- 第30回東京大賞典（大井競馬場・12月25日）優勝 : テツノカチドキ（騎手 : 本間茂）

## 表彰

### 優駿賞
- 年度代表馬・最優秀4歳牡馬　シンボリルドルフ（牡4・美浦）
- 最優秀3歳牡馬　スクラムダイナ
- 最優秀3歳牝馬　ニホンピロビッキー
- 最優秀4歳牝馬　ダイアナソロン
- 最優秀5歳以上牡馬　カツラギエース
- 最優秀5歳以上牝馬　ロンググレイス
- 最優秀短距離馬　ニホンピロウイナー
- 最優秀父内国産馬　ミスターシービー
- 最優秀ダートホース　アンドレアモン
- 最優秀障害馬　メジロアンタレス
- 最優秀アラブ　ウルフケイアイ

## 中央競馬顕彰馬
- クモハタ
- セントライト
- クリフジ
- トキツカゼ
- トサミドリ
- トキノミノル
- ハクチカラ
- シンザン
- ハイセイコー
- トウショウボーイ

## リーディング

### リーディングジョッキー
| 分類         | 騎手の氏名 | 勝利数 |
| ------------ | ---------- | ------ |
| 中央競馬     | 田原成貴   | 100    |
| 地方競馬     | 桑島孝春   | 238    |
| ばんえい競走 |            |        |

### リーディングトレーナー
| 分類         | 騎手の氏名 | 勝利数 |
| ------------ | ---------- | ------ |
| 中央競馬     | 伊藤雄二   | 36     |
| 地方競馬     | 田原義友   | 156    |
| ばんえい競走 |            |        |

### リーディングサイアー
| 順位 | 中央競馬         | 地方競馬（サラ系）   | 地方競馬（アラブ系） |
| ---- | ---------------- | -------------------- | -------------------- |
| 1    | ノーザンテースト | ボールドコンバタント | スマノダイドウ       |

### リーディングブルードメアサイアー
| 順位 | 中央競馬・地方競馬総合 |
| ---- | ---------------------- |
| 1    | ネヴァービート         |

## フリーハンデ(優駿)
- 関東3歳
  - 55スクラムダイナ
- 関西3歳
  - 54ダイゴトツゲキ
- 4歳
  - 67シンボリルドルフ
  - 60ビゼンニシキ
- 5歳以上
  - 66カツラギエース
  - 64ミスターシービー
  - 62ニホンピロウイナー
  - 61モンテファスト
  - 60ハッピープログレス

## 誕生
この年に生まれた競走馬は1987年のクラシック世代となる。

### 競走馬
- 2月2日 - サクラロータリー
- 3月3日 - ダイナレター
- 3月22日 - メリーナイス
- 3月30日 - テキサスワイポン、ユーワジェームス
- 4月3日 - ホクトヘリオス
- 4月4日 - マティリアル
- 4月7日 - シンウインド
- 4月10日 - アフリート
- 4月16日 - ゴールドシチー
- 4月27日 - タレンティドガール
- 5月2日 - サクラスターオー
- 5月3日 - マックスビューティ
- 5月3日 - マイネルダビテ
- 5月5日 - ダイナサンキュー
- 5月6日 - スルーオダイナ
- 5月7日 - イナリワン
- 5月17日 - シェイディハイツ、ダイナカーペンター
- 5月23日 - タマモクロス
- 6月27日 - チャンピオンスター

### 人物
- 2月11日 - 和田譲治騎手（大井）
- 2月12日 - 田辺裕信騎手（JRA）
- 2月14日 - 大山真吾騎手（兵庫）
- 2月16日 - 五十嵐雄祐騎手（JRA）
- 3月23日 - 尾島徹騎手、調教師（笠松）
- 4月3日 - 石橋脩騎手（JRA）
- 4月10日 - 山本和幸騎手（佐賀）
- 5月26日 - 佐久間寛志騎手（JRA）
- 6月8日 - 高野誠毅騎手（大井）
- 6月9日 - 持原大志騎手（名古屋）
- 6月21日 - 周藤直樹騎手（福山）
- 7月18日 - 松岡正海騎手（JRA）
- 7月19日 - 茶畑雄誠騎手（兵庫）
- 7月28日 - 三村展久騎手（高知）
- 7月29日
  - 山崎誠士騎手（川崎）
  - 池田敏樹騎手（笠松）
- 8月3日 - 矢野貴之騎手（大井）
- 8月6日 - 水出大介騎手（JRA）
- 8月10日 - 生野賢一騎手（JRA）
- 9月15日 - 齋藤雄一騎手、調教師（盛岡）
- 9月19日 - 森井美香騎手（高知）
- 9月20日 - 高野和馬騎手（JRA）
- 11月5日 - 半澤慶実騎手（浦和）
- 11月19日 - 有年淳騎手（大井）
- 11月20日 - 脇田創騎手（船橋）
- 12月3日 - 高井彰大騎手（JRA）
- 12月8日 - 南田雅昭騎手（JRA）
- 12月13日 - 石川慎将騎手（佐賀）
- 12月26日 - 吉村智洋騎手（兵庫）
- 12月27日 - 菊地康朗騎手（水沢）

## 死去

### 競走馬
- 1月27日 - ドン （Don）
- 2月27日 - ニホンピロムーテー
- 9月10日 - グランドマーチス

### 人物
- 2月7日 - 北野豊吉（メジロ牧場）